# Мукьянское соглашение

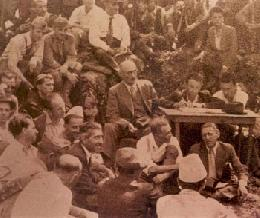
Фотография с переговоров

Мукьянское соглашение (алб. Marrëveshja e Mukjes) — договор, заключённый 2 августа 1943 года в албанской деревне Мукай (Мукья, близ города Круя в Центральной Албании) между «Балли Комбетар», Компартией Албании, её военным крылом Национально-освободительной армией Албании, и «Легалитети». Целью соглашения являлось создание платформы, которая объединила бы деятелей Движения Сопротивления по всей стране и позволила бы определить будущее Албании.

## Участники соглашения
Соглашением учреждался Комитет национального спасения, основной интегрирующий орган Сопротивления в Албании. Соглашение могло в перспективе привести к объединению всех албанских земель в Великую Албанию. По соглашению объединение всех антифашистских и антинацистских сил могло стать таким же значительным, как создание Антифашистского вече народного освобождения Югославии.
В состав Национально-освободительного движения Албании вошли коммунисты, социалисты, балисты и деятели движения Легалитети во главе с Абазом Купи, а также местные националисты. От Национально-освободительного движения Албании были делегированы такие лица, как Имер Дишница и Мустафа Гиниши, член Политбюро ЦК Коммунистической партии Албании. Со стороны «Балли Комбетар» участвовали Шкёндер Мучо, Хюсни Лепеница, Мидхат Фрашери и Хасан Дости, глава делегации. С каждой стороны было проставлено по 12 подписей.

## Цели
Главный Национально-освободительный совет следующим образом определил цели общенациональной освободительной организации в Албании:
1. В организацию вступают все патриоты вне зависимости от вероисповедания, регионального происхождения или политических убеждений.
2. Война будет вестись против итальянских фашистов во имя существования независимой, демократической, народной Албании.
3. Частная собственность и частная инициатива в промышленности и хозяйстве гарантируются.
4. Радикальные изменения в общественной жизни и организации труда не проводятся.
5. Офицеры, вступающие в национально-освободительную армию, сохраняют звания.
6. После изгнания оккупантов сам народ решит вопрос о форме правления.

## Заявление о подписании соглашения
Албанский народ!
Прошло почти 5 лет с тех пор, как фашистская Италия оккупировала нашу страну и начала сеять на чёрной земле страдания, как и во всём мире.
Зверства нарастают. В последние дни снова горят города и сёла: с особой жаждой убивают мужчин и женщин, мальчиков и девочек, молодых и стариков, а албанские дети всё ещё пьют грудное молоко.
Албанский комитет спасения, выражая интересы нации и обладая соответствующими полномочиями, представляет следующую программу:
1. Немедленно начнётся народная война при поддержке союзников — Великобритании, США и СССР — против варварских захватчиков во имя освобождения угнетённых.
2. Война за Албанию будет считаться справедливой согласно Атлантической хартии народов и соответствующему праву на самоопределение этнических албанцев.
3. Война будет вестись за свободную, демократическую и народную Албанию.

Албанцы!
Не надо ждать. Враг всё ещё в наших домах.
Не тратьте время зря, пока враг не добрался до детей и взрослых, мужчин и женщин, интеллигенции и крестьян, а также патриотов; хватайтесь за оружие и быстрее гоните прочь захватчиков с наших священных албанских земель.
Встанем под знаменем Скандербега и под руководством Албанского комитета спасения поклянёмся объединиться для боя на нашей земле с любым оружием против вторгнувшихся врагов, сорвём оковы рабства, которые на нас висят уже пять лет, и отомстим за кровь мучеников, которые умрут за честь и свободу Албании. День спасения близок!
Долой оккупантов!
Слава Албании, поднимающейся на войну с оккупантами!
Слава нашим союзникам: Англии, Соединённым Штатам Америки и Советскому Союзу!
Слава свободной, народной демократической Албании!
Албанский комитет спасения
Оригинальный текст (алб.)Popull shqiptar!

Po bëhen afro 5 vjet që Italia fashiste ka pushtue vendin tonë të shtrenjtë dhe po mbjell kudo zi e mjerim.
Barbarizma ka arritur kulmin. Në këto kohë të fundit ka djegë e ka shkatërrue fshatra e qytete dhe me një etje të tërbueme ka vra e ka therë burra e gra, djem e vajza, pleq e të rinj dhe fëmi të vegjël shqiptar që ende thithin qumështin e nënës...
Komiteti për Shpëtimin e Shqipërisë, shprehje e gjallë e fuqive të kombit, paraqet këtë program:
1. Luftë të përbashkët dhe të menjëhershme përbri aleatëve më të mëdhenj, Anglisë, SHBA dhe Bashkimit Sovjetik si dhe popujve të shtypur kundra pushtuesit barbar.

2. Luftë për një Shqipëri të pamvarme, luftë për zbatimin e parimit të njoftun botërisht e të garantuar nga Karta e Atllantikut të vetvendosjes së popujve për një Shqipëri etnike.

3. Luftë për një Shqipëri të lirë, demokratike e popullore.
Shqiptarë!
Nuk keni ç'të prisni ma. Armiku është akoma në vatrat tona.
Erdhi koha që të çohemi të gjithë të vegjël e të mëdhenj, burra e gra, intelektualë e patriotë qytetarë dhe katundarë dhe të rrokni armët për dëbimin sa më të shpejtë të pushtuesit të huaj nga toka e shenjtë shqiptare.
Ngrihuni të gjithë pra, betohuni rreth flamurit të Skënderbeut, bashkohuni rreth Komitetit për Shpëtimin e Shqipërisë dhe sulmoni në çdo vend e kënd, me armë e çdo mjet armikun pushtues, zgjidhni prangat e robërisë që i kini në duar afër 5 vjet dhe merrni gjakun e martirëve tanë që ditën të vdesin në fushën e nderit për lirinë e Shqipërisë. Dita e shpëtimit erdhi!
Jashtë armiku zaptues!
Rroftë Shqipëria e bashkueme në luftë kundër pushtuesit!
Rrofshin aleatët tanë të mëdhenj, Angli, Shtetet e Bashkueme e Bashkimi Sovjetik!
Rroftë Shqipëria e pavarme, demokratike popullore!
Komiteti për shpëtimin e Shqipërisë

## Разрыв соглашения
Проблемы между монархистами, националистами и другими правыми и радикально правыми с одной стороны и социалистами, коммунистами и другими радикально левыми и левыми с другой возникли ещё на стадии подписания соглашения, между коммунистами и националистами особенно: националисты настаивали на включении Косова в состав Албании, в то время как коммунисты уверяли, что косовары должны сами определиться, с кем им будет лучше остаться. Националисты оказались убедительнее, что вызвало озабоченность в Югославии. На подписании соглашения присутствовали британские наблюдатели, а также деятели коммунистической партии Югославии. Глава делегации, Светозар Вукманович, обвинил албанских социалистов, коммунистов и других ультралевых и левых в контрреволюционной деятельности и предательстве, после чего в ультимативной форме потребовал разорвать договор.
Спустя несколько дней ЦК Компартии Албании в Лябиноте объявил о неофициальном отказе от соблюдения условий Мукьянского соглашения, а через месяц там же этот отказ был объявлен и официально. Соглашение было расценено как предательство народа и дела революции, что противоречило основным принципам и законам Национально-освободительного движения. Баллисты, узнав об этом, разорвали все отношения с коммунистами, социалистами и другими левыми и крайне левыми и поставили их на первое место в списке своих врагов (вместе с югославскими партизанами), после чего открыто перешли на сторону нацистов и их союзников. Представители из «Легалитети» не последовали за баллистами, однако к концу войны коммунисты, социалисты и другие ультралевые и левые утратили доверие и к ним, после чего представители движения либо бежали из страны, либо попали в тюрьму или были казнены по обвинению в поддержке контрреволюции.
В коммунистической Албании договор активно осуждался, а его инициаторов со стороны компартии считали слишком наивными, которые чуть не попались в ловушку баллистов.